# Gustavo R. Velasco
Gustavo R. Velasco (Ciudad de México, 3 de abril de 1903 – ibídem, 18 de enero de 1982) fue un abogado mexicano.
Realizó estudios en la Ciudad de México y en Guadalajara, así como en el Estado de California, en los Estados Unidos de América. Estudió la carrera de abogado en la Escuela Libre de Derecho, formando parte de la generación 1922-1926. Sostuvo su examen profesional el 3 de noviembre de 1927 y su tesis fue publicada por la Escuela Libre de Derecho.
Se desarrolló en el ámbito profesional en la Contraloría de la Federación y en la Secretaría de Hacienda y Crédito Público. Fue, además, abogado de varias instituciones de crédito. Asimismo, fue presidente de la Barra Mexicana de Abogados, la cual posteriormente le honró con el título de Presidente Honorario Vitalicio. También fue presidente de la Asociación de Banqueros de México y de la Academia Mexicana de Jurisprudencia y Legislación. Perteneció además a diversos agrupaciones científicas y culturales.
Publicó, entre otros:
- El Derecho Administrativo y la ciencia de la administración,
- Las facultades del gobierno federal en materia de comercio,
- El estado de sitio y el Derecho Administrativo,
- La libertad y la abundancia;

también traducciones de diversos textos jurídicos y económicos.
Fue profesor de la misma Escuela Libre de Derecho, donde impartió el Segundo Curso de Derecho Administrativo desde 1936. En 1944 fue rector de esa escuela, y ocupó nuevamente dicho cargo de 1955 a 1964, cuando renunció.
A su muerte, era decano y rector honorario de la Escuela Libre de Derecho.
- Datos: Q5889820